# والاس (بازیکن فوتبال، زاده ۱۹۹۴)
والاس فورتونا دوس سانتوس (پرتغالی: Wallace Fortuna dos Santos؛ زادهٔ ۱۴ اکتبر ۱۹۹۴) باشگاه فوتبال اهل برزیل است.
از باشگاه‌هایی که در آن بازی کرده‌است می‌توان به کروزیرو، براگا، موناکو و لاتزیو اشاره کرد.
وی همچنین در تیم ملی فوتبال زیر ۲۳ سال برزیل بازی کرده است.